# Zuidhorn (ancienne commune)
Zuidhorn est une ancienne commune néerlandaise située dans la province de Groningue. Le 1er janvier 2019, elle est supprimée et rattachée à la nouvelle commune de Westerkwartier.

## Géographie

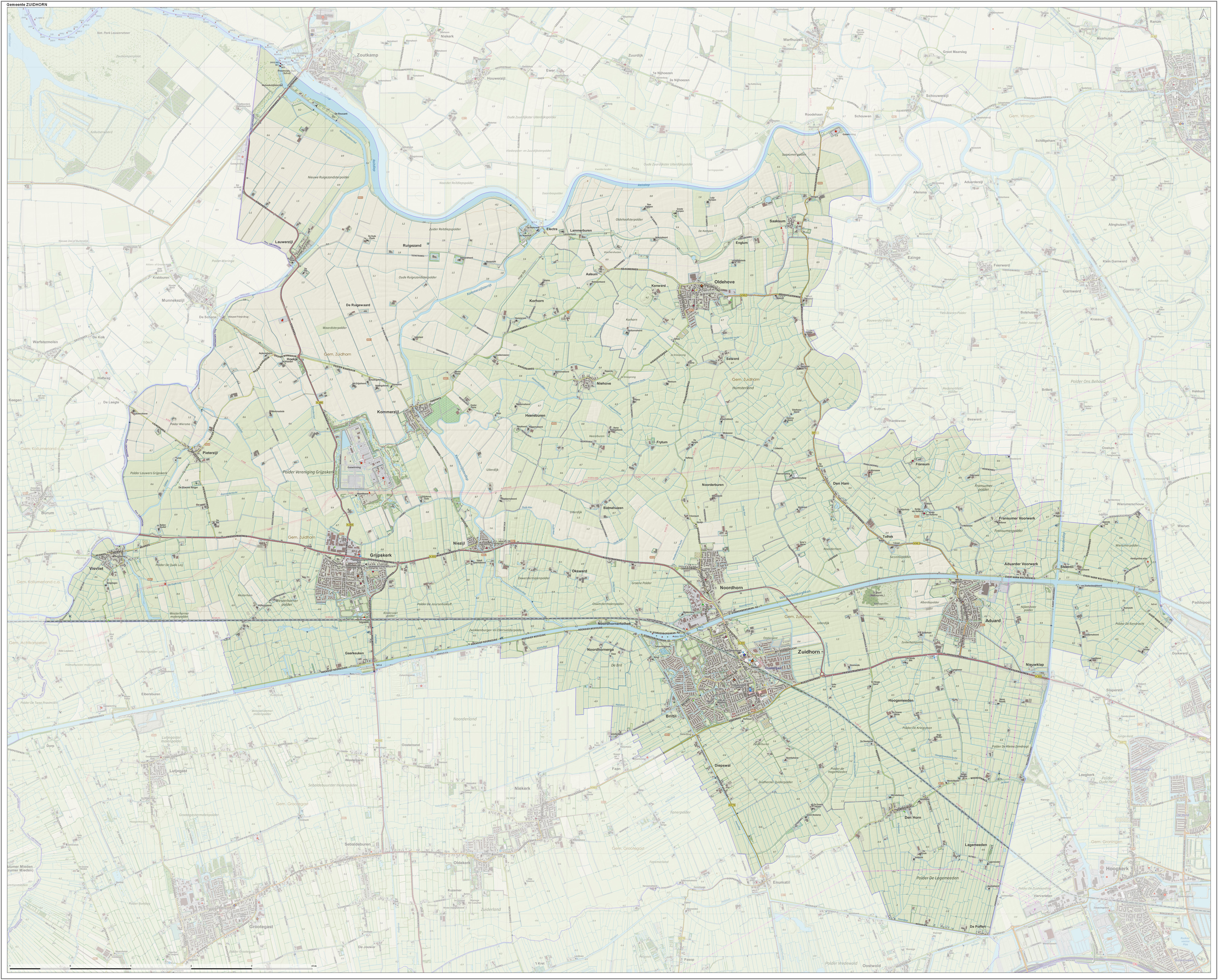
Carte topographique de la commune.

Elle s'étendait sur 128,37 km2 à l'ouest de Groningue et était limitrophe de la province de Frise. En plus de son chef-lieu Zuidhorn, elle regroupait les localités de Aduard, Briltil, Den Ham, Den Horn, Grijpskerk, Kommerzijl, Lauwerzijl, Niehove, Niezijl, Noordhorn, Oldehove, Pieterzijl, Saaksum et Visvliet, ainsi que les hameaux de Aduardervoorwerk, Diepswal, Electra, Fransum, Hoogemeeden, Lagemeeden, Noordhornerga, Noordhornertolhek et Pama.

## Histoire
Dans les années 1960, beaucoup des habitants de la ville de Groningue s'installent à Zuidhorn, où ils disposent de meilleures conditions de logement, notamment des maisons plus vastes. 
Le 1er janvier 1990, l’ancienne commune de Zuidhorn s'agrandit par le rattachement de celles de Aduard, Grijpskerk et Oldehove. Le 1er janvier 2019, la commune disparaît et fusionne avec Grootegast, Leek et Marum, ainsi qu'avec une partie de celle de Winsum, pour former la nouvelle commune de Westerkwartier.

## Démographie
En 2018, la commune comptait 19 054 habitants.